# Kazuki Kanamori
Kazuki Kanamori (jap. 金森和貴 Kanamori Kazuki; ur. 18 lipca 1994) – japoński lekkoatleta specjalizujący się w biegach sprinterskich.
Podczas mistrzostw świata juniorów w 2012 dotarł do półfinału biegu na 100 metrów oraz wraz z kolegami z reprezentacji zdobył brązowy medal w biegu rozstawnym 4 x 100 metrów. 
Rekordy życiowe: bieg na 100 metrów – 10,57 (26 kwietnia 2012, Hiroszima).